# Вінс Вон
Вінс Вон (англ. Vincent Anthony Vaughn, нар. 28 березня 1970, Міннесота, США) — американський актор. Він почав зніматися в кінці 80-х, з'являючись в незначних телевізійних ролях до того як до нього прийшла популярність разом з фільмом «Тусовщики» в 1996. З того часу Вон зіграв в декількох відомих голлівудських комедіях.

## Біографія
Вінс Вон народився 28 березня 1970, Міннесота, США. Його батько Вернон, залишивши сімейну ферму, яка не приносила особливого заробітку, щоби прогодувати сім'ю, пішов працювати на залізницю; потім були роботи на заводі, психіатричній клініці та приватній фермі. Мати Шерон, пробувала свої сили в перукарській справі, пізніше стала агентом з продажу нерухомості. У 1991 році батьки Вінса розлучились. 

## Особисте життя
У 2005 році Вон почав зустрічатися з Дженніфер Еністон, його партнеркою по фільму «Розрив». Вони розлучилися в листопаді 2006 року.
У березні 2009 року було оголошено, що Вон заручений з канадським рієлтором Кайлою Вебер. Вони одружилися 2 січня 2010 року в Armor House в Лейк-Форест Академії в Лейк-Форест, Іллінойс. Двоє їхніх дітей народилися у 2010 і 2013 роках.

## Фільмографія
- 1993 — Руді / «Rudy»
- 1996 — Тусовщики / «Swingers»
- 1997 — Парк Юрського періоду 2: / «The Lost World: Jurassic Park»
- 1997 — Саранча / «The Locusts»
- 1998 — Прохолодне, сухе місце / «A Cool, Dry Place»
- 1998 — Повернення до раю / «Return to Paradise»
- 1998 — Мішені / «Clay Pigeons»
- 1998 — Психо / «Psycho»
- 1999 — На південь від раю, на захід від пекла — «South of Heaven, West of Hell»
- 2000 — Шахраї / «The Prime Gig»
- 2000 — Клітка / «The Cell»
- 2000 — Все схоплено / «Made»
- 2001 — Зразковий самець / «Zoolander» (епізод)
- 2001 — Прихована загроза / Domestic Disturbance
- 2002 — Старе загартування / «Old School»
- 2003 — Чорний шар / «Blackball»
- 2003 — Два життя Грея Еванса / «I Love Your Work»
- 2004 — Старскі та Гатч / «Starsky & Hutch»
- 2004 — Телеведучий: Легенда про Рона Борґанді / «Anchorman: The Legend of Ron Burgundy»
- 2004 — Викидайли / «Dodgeball: A True Underdog Story»
- 2004 — Папарацці / «Paparazzi»
- 2005 — Дурна звичка / «Thumbsucker»
- 2005 — Непрохані гості / «The Wedding Crashers»
- 2005 — Містер і місіс Сміт / «Mr. and Mrs. Smith»
- 2005 — Будь крутіше! / «Be Cool»
- 2006 — Розлучення по-американськи / «Break Up, The»
- 2007 — Фред Клаус / «Fred Claus»
- 2007 — В диких умовах / «Into The Wild»
- 2008 — Чотири Різдва / «Four Christmases»
- 2009 — Тільки для закоханих / «Couples Retreat»
- 2011 — Дилема / «The Dilemma»
- 2013 — Стажери / «The Internship»
- 2013 — Телеведучий: Легенда продовжується / «Anchorman 2: The Legend Continues»
- 2013 — Татусь з доставкою / «Delivery Man»
- 2015 — Справжній детектив (2-й сезон) / «True detective»
- 2017 — Бійка в блоці 99 / «Brawl in Cell Block 99»
- 2018 — Закатати в асфальт / «Dragged Across Concrete»
- 2019 — Боротьба з моєю родиною / «Fighting with My Family»
- 2020 — Арканзас / «Arkansas»
- 2020 — Кутеж / «The Binge»
- 2020 — Химери / «Freaky»
- 2021 — Північний Голлівуд / «North Hollywood»
- 2021 — Відчайдушні аферистки / «Queenpins»
- 2024 — Уявні друзі / «IF»
- 2026 — Друзі-тварини / «Animal Friends»